# 半藏森林
半藏森林，本名胡文婕（？—），是一名平面模特。因拍摄平面写真作品而广受欢迎和爭議，在新浪微博有237万人关注。

## 介绍
半藏森林毕业于重庆文理学院，爱好音乐以及cosplay，从事平面模特工作。
2019年11月19日，阿沁（女，抖音主播）因其情侣刘阳（男，美拍主播）出轨半藏森林，使得半藏森林引发关注。同年11月20日，半藏森林在微博上发文道歉；22日被其所属的蜜桃传媒正式解约。